# Paula Ney
Francisco de Paula Ney (Aracati, 2 de fevereiro de 1858 — Rio de Janeiro, 13 de novembro de 1897) foi um poeta e jornalista que marcou o boêmio Rio de Janeiro da belle époque. Era amigo de Aluísio Azevedo, Coelho Neto, Olavo Bilac e José do Patrocínio.

## Biografia
Francisco de Paula Ney nasceu em 2 de fevereiro de 1858, na cidade de Aracati. Era filho de Carlota Cavalcante e de Mariano de Melo Ney, um alfaiate. Sua família mudou-se para o Rio de Janeiro, onde Paula Ney se tornou um poeta e boêmio muito popular, "exímio repentista e dono do humorismo".
Dotado dum talento másculo para se fazer admirado, o poeta cearense reunia todas as qualidades do boêmio, espírito em alto grau, desprezo absoluto dos pequeninos nadas, que constituem quase sempre a origem das grandes misérias humanas, e um grande coração, tão grande mesmo que para ele a amizade não era uma virtude, era pouco menos que uma religião. (Jornal República do Rio)
Foi agente geral da revista O Álbum, publicação lançada no Rio de Janeiro, em janeiro de 1893.
Junto com Clóvis Beviláqua e Silva Jardim, fundou o jornal acadêmico Labarum Literário.
Faleceu de tuberculose pulmonar, em 13 de outubro de 1897, no Rio de Janeiro.